# Pácora
Pour les articles homonymes, voir Pacora.
Pácora est une municipalité située dans le département de Caldas, en Colombie.

## Personnalités liées à la municipalité
- Juan Pablo Villegas (1987-) : coureur cycliste né à Pácora.
- Jhonatan Restrepo (1994-) : coureur cycliste né à Pácora.